# 下方町
下方町（しもかたちょう）は、愛知県名古屋市千種区にある町名。現行行政地名は下方町1丁目と下方町3丁目から下方町7丁目。住居表示未実施。

## 地理
名古屋市千種区の中央部に位置し、東に天満通、西に上野、南に田代町、北に茶屋坂通と接する。また、1丁目と3丁目の間に鍋屋上野町がある。
町内の殆どが住宅地で占めている。

## 歴史

### 町名の由来
上野城主であった下方左近貞清の姓による。

### 沿革
- 1943年（昭和18年）2月20日 - 千種区鍋屋上野町の一部より、同区下方町が成立[1]。
- 1959年（昭和34年）1月12日 - 鍋屋上野町の一部を編入[1]。
- 1980年（昭和55年）11月23日 - 一部が上野一丁目となる[1]。

## 世帯数と人口
2019年（平成31年）1月1日現在の世帯数と人口は以下の通りである。
| 町丁   | 世帯数  | 人口    |
| ------ | ------- | ------- |
| 下方町 | 857世帯 | 1,866人 |

### 人口の変遷
国勢調査による人口の推移
| 1995年（平成7年）  | 1,740人 | [ WEB 5 ] |  |
| 2000年（平成12年） | 1,855人 | [ WEB 6 ] |  |
| 2005年（平成17年） | 1,926人 | [ WEB 7 ] |  |
| 2010年（平成22年） | 1,849人 | [ WEB 8 ] |  |
| 2015年（平成27年） | 1,859人 | [ WEB 9 ] |  |

## 学区
市立小・中学校に通う場合、学校等は以下の通りとなる。また、公立高等学校に通う場合の学区は以下の通りとなる。
| 番・番地等 | 小学校               | 中学校               | 高等学校 |
| ---------- | -------------------- | -------------------- | -------- |
| 全域       | 名古屋市立上野小学校 | 名古屋市立振甫中学校 | 尾張学区 |

## 施設

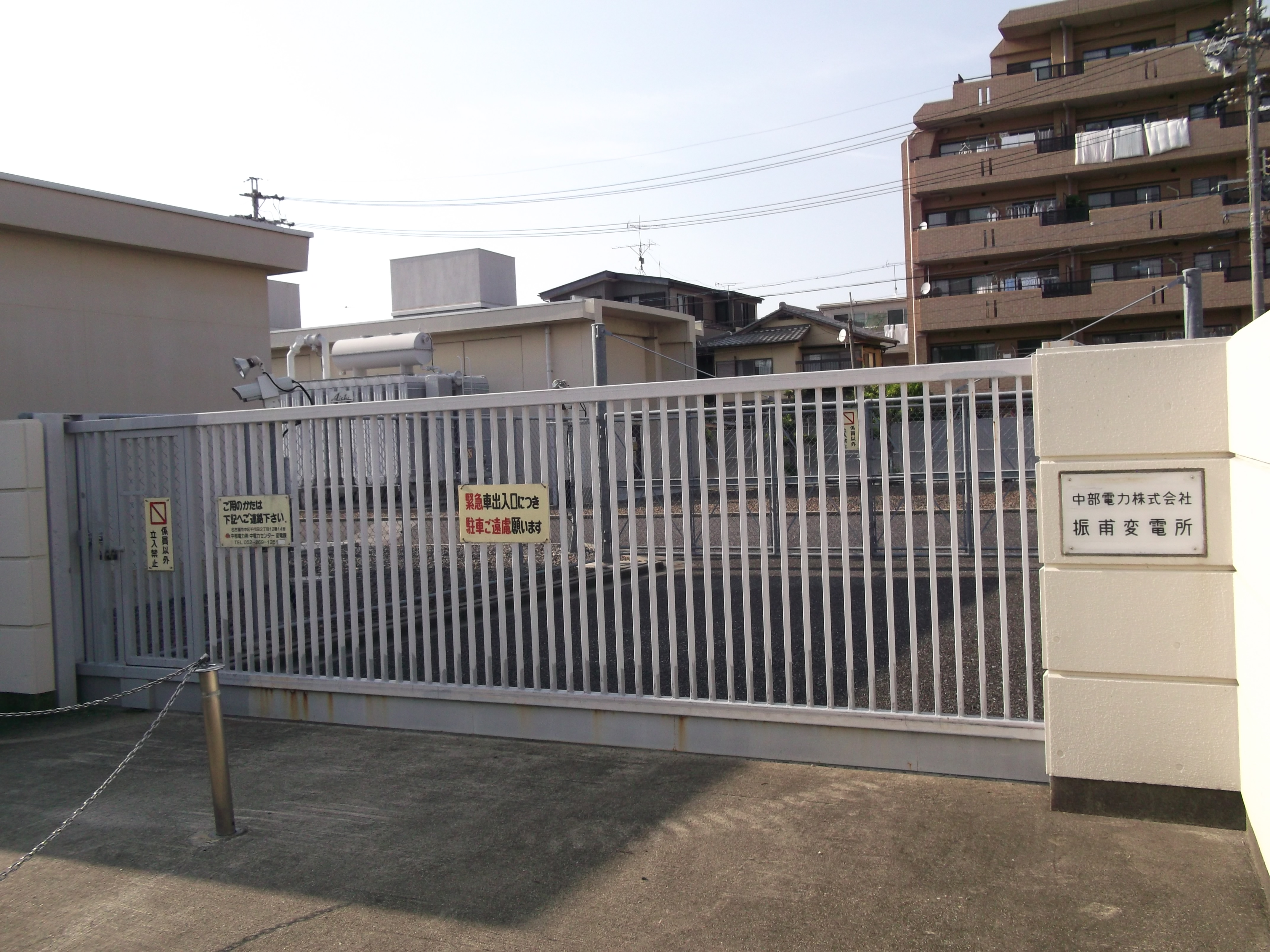
中部電力振甫変電所
- 下方公園

1956年（昭和31年）10月15日供用開始。
- 中部電力振甫変電所

## その他

### 日本郵便
- 郵便番号 : 464-0096[WEB 2]（集配局：千種郵便局[WEB 13]）。

### WEB
1. 1 2  “町・丁目(大字)別、年齢(10歳階級)別公簿人口(全市・区別)”.   名古屋市 (2019年1月23日). 2019年1月23日閲覧。
2. 1 2  “郵便番号”.  日本郵便. 2019年1月6日閲覧。
3. ↑  “市外局番の一覧”.   総務省. 2019年1月6日閲覧。
4. ↑  “千種区の町名一覧”.   名古屋市 (2015年10月21日). 2019年1月12日閲覧。
5. ↑  総務省統計局 (2014年3月28日). “平成7年国勢調査の調査結果(e-Stat) - 男女別人口及び世帯数 －町丁・字等” (CSV). 2019年4月27日閲覧。
6. ↑  総務省統計局 (2014年5月30日). “平成12年国勢調査の調査結果(e-Stat) - 男女別人口及び世帯数 －町丁・字等” (CSV). 2019年4月27日閲覧。
7. ↑  総務省統計局 (2014年6月27日). “平成17年国勢調査の調査結果(e-Stat) - 男女別人口及び世帯数 －町丁・字等” (CSV). 2019年4月27日閲覧。
8. ↑  総務省統計局 (2012年1月20日). “平成22年国勢調査の調査結果(e-Stat) - 男女別人口及び世帯数 －町丁・字等” (CSV). 2019年4月27日閲覧。
9. ↑  総務省統計局 (2017年1月27日). “平成27年国勢調査の調査結果(e-Stat) - 男女別人口及び世帯数 －町丁・字等” (CSV). 2019年4月27日閲覧。
10. ↑  “市立小・中学校の通学区域一覧”.   名古屋市 (2018年11月10日). 2019年1月14日閲覧。
11. ↑  “平成29年度以降の愛知県公立高等学校（全日制課程）入学者選抜における通学区域並びに群及びグループ分け案について”.   愛知県教育委員会 (2015年2月16日). 2019年1月14日閲覧。
12. ↑  “都市公園の名称、位置及び区域並びに供用開始の期日” (2019年5月1日). 2019年11月3日閲覧。
13. ↑  郵便番号簿 平成29年度版 - 日本郵便. 2019年01月06日閲覧 (PDF)

### 書籍
1. 1 2 3 4  名古屋市計画局 1992, p. 728.
2. ↑  名古屋市計画局 1992, p. 104.